# Karolingische Minuskel

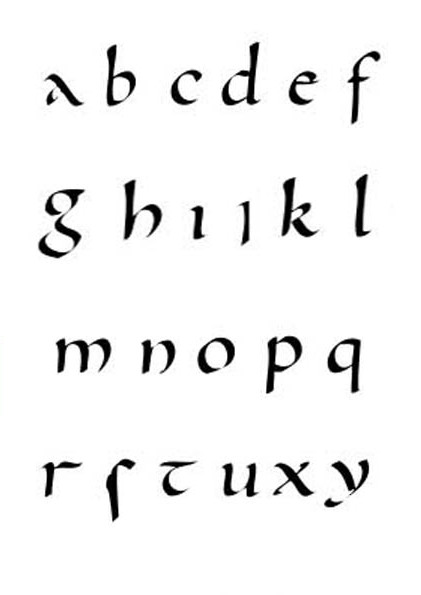
Alphabet der karolingischen Minuskel

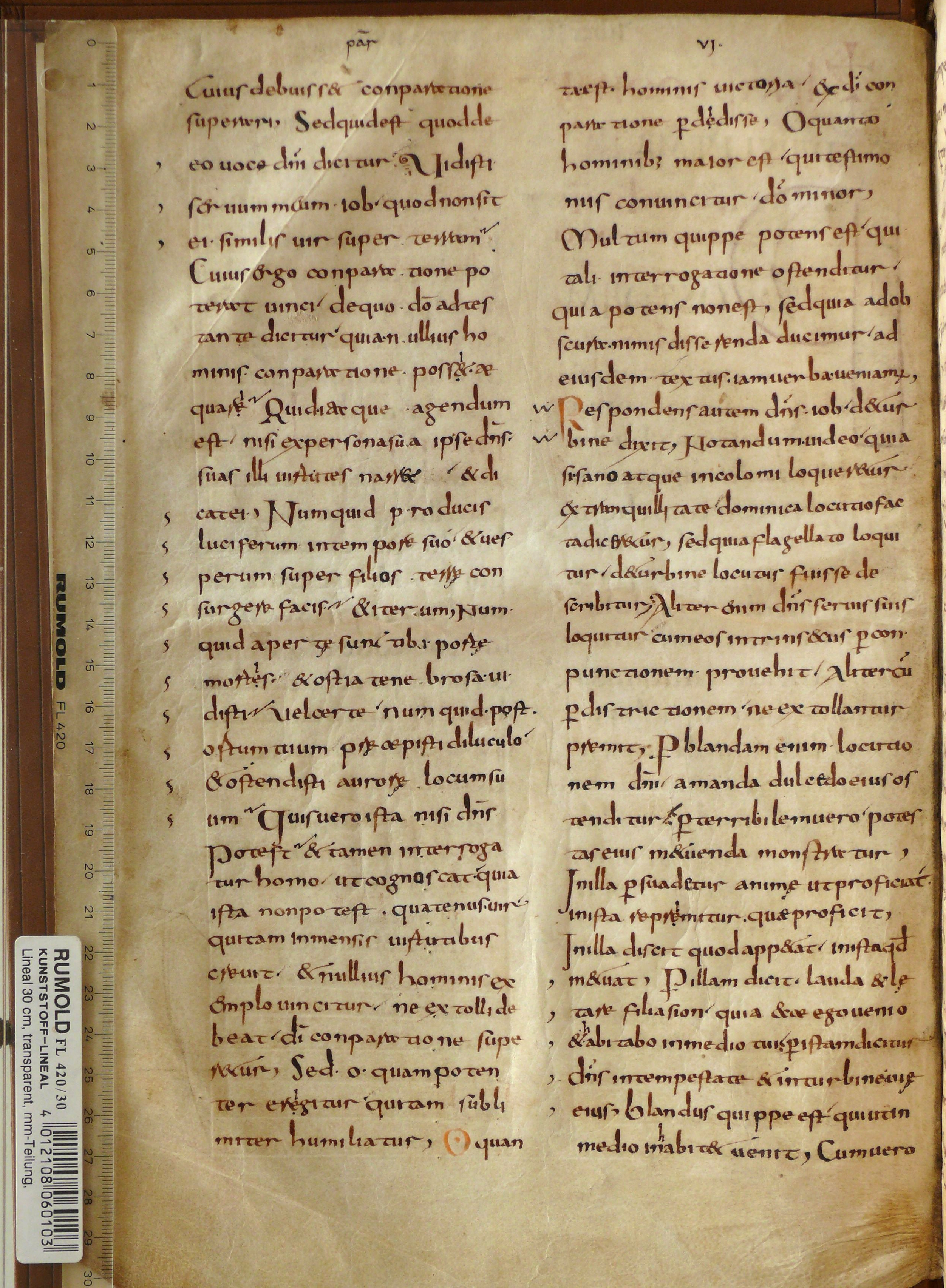
Älteste datierbare karolingische Minuskel, Corbie, um 765 (Staatsbibliothek zu Berlin)

Die karolingische Minuskel, auch karlingische Minuskel oder Carolina genannt, ist eine Minuskelschrift, die Mitte des 8. Jahrhunderts als Regionalschrift im Königskloster Corbie und weiteren Orten entstand und sich anschließend unter Karl dem Großen in ganz Europa verbreitete. Sie zeichnet sich durch Klarheit und Einfachheit des Schriftbildes aus. Aus ihr entwickelten sich über die gotische Minuskel die Kleinbuchstaben der gebrochenen Schriften und über die humanistische Minuskel die heutigen Kleinbuchstaben der lateinischen Schrift (Antiqua und lateinische Schreibschrift).

## Entstehung und Verbreitung

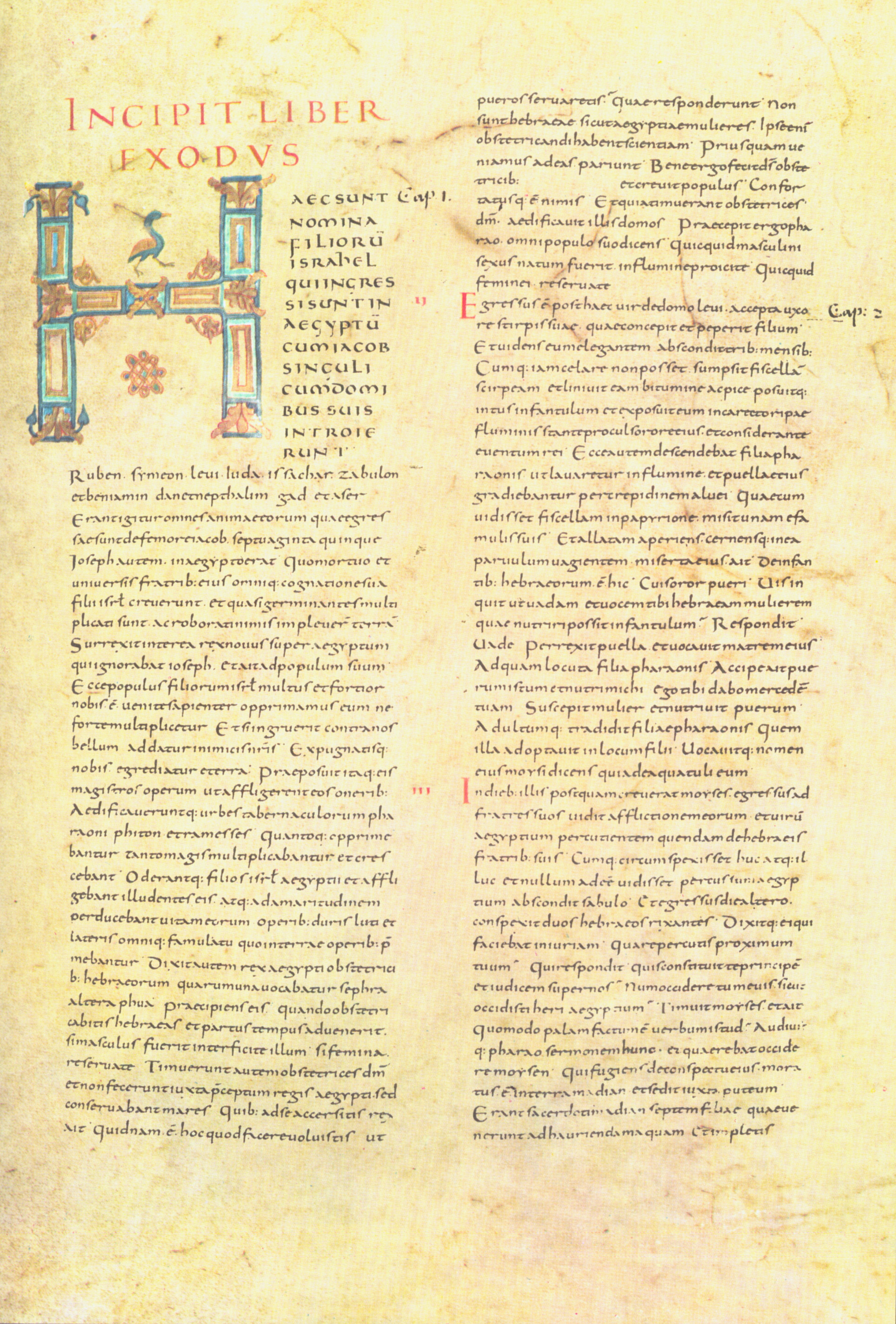
Auszug aus der Bibel von Moutier-Grandval in karolingischer Minuskel (London, British Library)

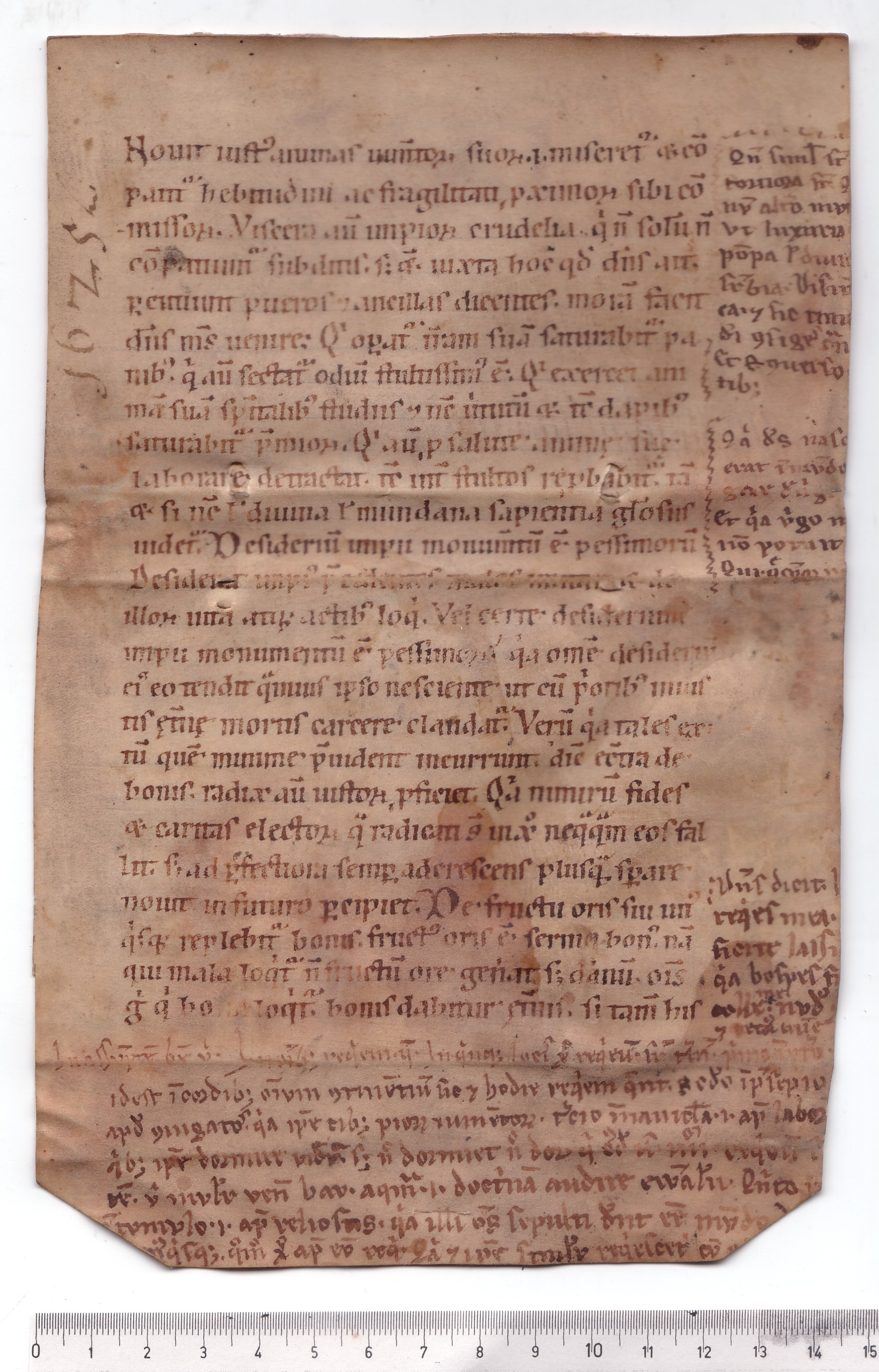
Spätform der karolingischen Minuskel aus der Mitte des zwölften Jahrhunderts: Bedas Kommentar der Proverbien (Stadtarchiv Bozen)

Die karolingische Minuskel entstand durch eine fortschreitende Kalligraphierung der jüngeren römischen Kursive, nach anderen Autoren lag ihr die Halbunziale zugrunde. Sie entstand in verschiedenen Zentren des fränkischen Reiches, darunter der Abtei Corbie, Tours, Luxeuil und Laon. Das bisher älteste belegte Zeugnis ist eine Handschrift, die um 765 im Skriptorium von Corbie unter Abt Leutchar entstanden ist und die auf drei Seiten erste Umsetzungsversuche der karolingischen Minuskel aufweist.
Unter der Herrschaft Karls des Großen wurde eine Neubelebung des antiken Schul- und Bildungswesens eingeleitet und eine Rückbesinnung auf das buchstabierende Schreiben stark gefördert. An seiner Hofschule (Ada-Gruppe) wurde die neue Schrift allmählich vereinheitlicht. Ab dem 9. Jahrhundert breiteten sich die karolingischen Minuskeln von den Schreibzentren des Karolingerreiches (u. a. Tours, Reims und Aachen) sehr schnell aus. So erreichte sie etwa auch das Kloster Saint-Martin de Tours unter dem Abt Alkuin von York.
Die karolingische Minuskel ersetzte die bis dahin gebräuchliche lateinische Schrift in Großbuchstaben (Majuskel) und die Unziale, eine Schriftart, die durch Abrundung der Buchstaben der römischen Capitalis und der Quadrata entstanden war. Auch die bis dahin verbreiteten Kursiven wurden unter dem Einfluss der neuen Schrift verdrängt. Die Gebrauchs- und die Buchschrift folgen fortan einem einheitlichen Muster: Die Minuskelschrift verfügt über Ober- und Unterlängen, die Wörter sind klar voneinander abgesetzt, Zeilenanfänge können mit Schmuck- oder Großbuchstaben hervorgehoben werden, der Fein-Fett-Kontrast der Striche ermöglicht gute Lesbarkeit.

## Weitere Entwicklung
Gegen Ende des 11. Jahrhunderts entwickelte sich in Belgien und Nordfrankreich aus der karolingischen Minuskel die frühgotische Minuskel als neuer Schrifttyp, der sich rasch in ganz Europa verbreitete und die karolingische Minuskel verdrängte. Später entwickelten sich aus den karolingischen Minuskeln die gotische Minuskel und die humanistische Minuskel. Die Beschäftigung mit den Autoren der Antike führte erst die italienischen Humanisten wieder auf die frühmittelalterlichen, meist karolingischen Handschriften zurück, die oft die ältesten erreichbaren Überlieferungszeugen dieser Texte waren. Die Imitation dieser als Schrift der „Alten“ (miss-)verstandenen karolingischen Minuskel wurde auch für den Buchdruck verwendet (Antiqua) und blieb bis heute in Gebrauch. Die karolingische Minuskel bildet demnach die Grundlage für unsere heutigen Kleinbuchstaben sowohl der Schreib- als auch der Druckschrift.
In karolingischen Handschriften wird eine Schrifthierarchie verwendet, mit der einleitende Seiten gestaltet wurden. Neben einer Initiale stehen an der Spitze der Hierarchie und damit am Anfang der Seite die Capitalis, bei weiterem Abstufungsbedarf dann Unzialschriften und schließlich noch Halbunzialen, bevor der „Normal“-Text in Minuskel folgt. Viele weniger aufwändige Handschriften gehen allerdings über eine zweistufige Hierarchie (Capitalis und Minuskel) nicht hinaus.
Die rätische Schrift ähnelt der karolingischen Minuskel.

## Formentwicklung
Seit Mitte des 8. Jahrhunderts bildeten sich in den stark mit Ligaturen durchsetzten Halbkursiven wieder verstärkt die einzelnen Buchstaben aus. In der ersten Phase enthielt die karolingische Minuskel gleichwohl noch zahlreiche Ligaturen und extreme regionale Ausformungen. In einer um 820 einsetzenden zweiten Phase wurde die Schriftgestaltung einheitlicher, die Buchstaben wurden schlanker und fast immer rechtsgeneigt geschrieben. Im späten 9. Jahrhundert ist zunehmend eine Erstarrung der Formen zu erkennen, oft auch bereits mit An- und Abstrichen, die Zahl der verwendeten Ligaturen nimmt wieder zu. Im 11. Jahrhundert bildete sich in Süddeutschland der nach seiner Form für das „o“ benannte schrägovale Stil heraus, der für etwa 200 Jahre vorherrschend blieb.

## Schriftbeispiel

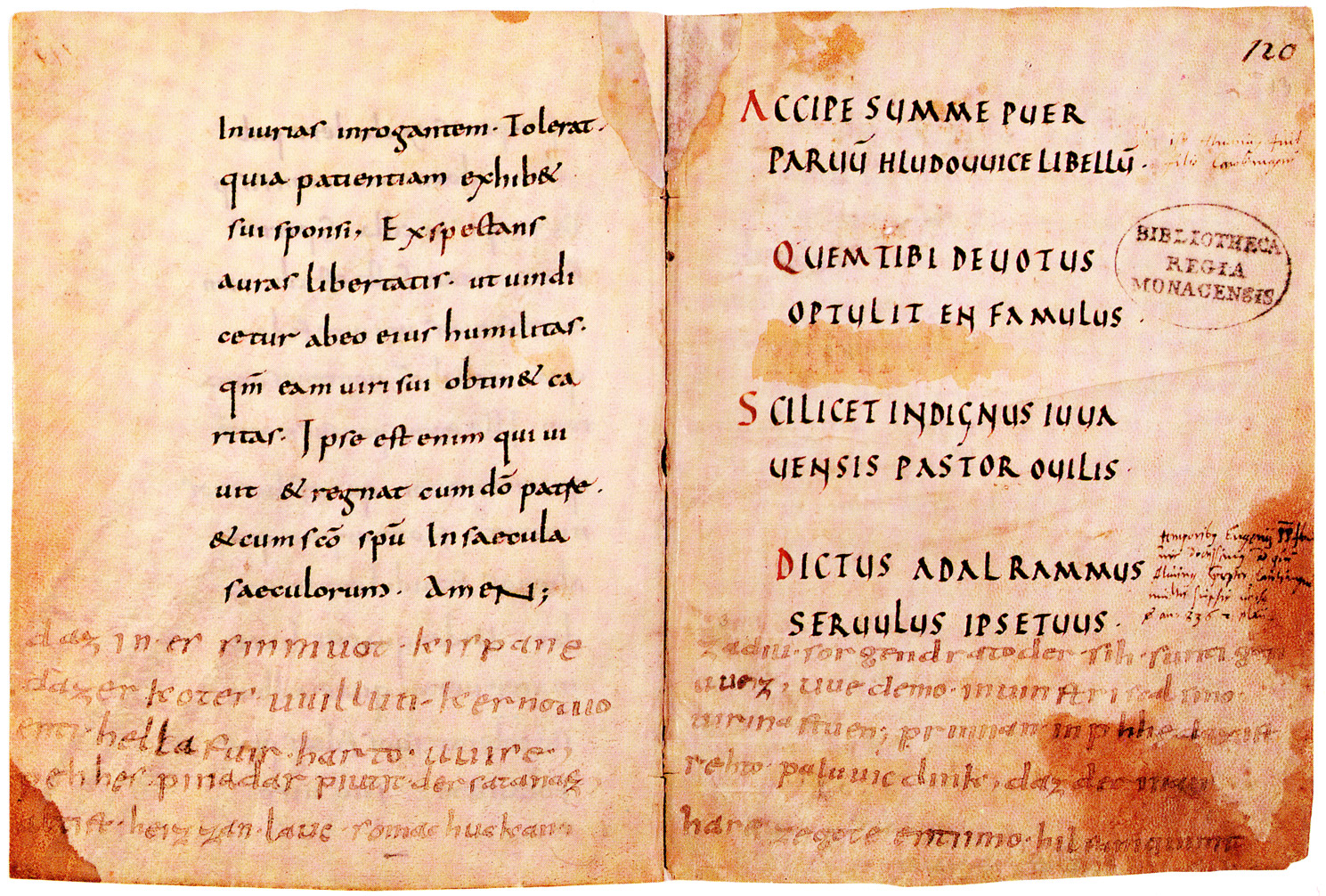
Handschrift aus dem Besitz König Ludwigs des Deutschen, um 830 bzw. um 870

Verschiedene Arten der karolingischen Minuskel weist eine Handschrift aus dem Besitz König Ludwigs des Deutschen, das sogenannte Muspilli-Manuskript, auf. Unter einem lateinischen Text aus dem Jahre 830 wurde um das Jahr 870 das altbairische Muspilli-Gedicht hinzugefügt. Zu erkennen sind eine kalligraphische karolingische Minuskel (links), eine Capitalis als Auszeichnungsschrift für die Widmungsadresse (rechts) sowie die ungelenke deutsche karolingische Minuskel als Nachtrag aus dem späten neunten Jahrhundert am unteren Rand.